# 구르무키 문자
구르무키 문자(펀자브어: ਗੁਰਮੁਖੀ)는 란다 문자에서 개발된 아부기다로, 제2의 시크교 구루 구루 앙가드(1504년~1552년)가 표준화하고 사용했다. 흔히 시크 문자라고 여겨지는 구르무키는 인도 펀자브주에서 펀자브어의 공식적인 문자로 사용되었다.
시크교의 주요 경전인 구루 그란트 사히브는 페르시아어와 인도아리아어 같은 다른 언어들과 더불어 산트 바샤어 또는 성어라는 총칭으로 종종 하위되는 다양한 방언과 언어들로 구르무키어로 쓰여진다.
현대의 구르무키는 35개의 원문자를 가지고 있으며, 따라서 그림이나 35개의 대체 용어가 있으며, 6개의 자음, 9개의 모음 분음학, 2개의 콧소리, 1개의 자음, 3개의 첨자가 있다.

## 문자 목록
| 그룹 이름 (조음음성학) ↓ | 그룹 이름 (조음음성학) ↓ | 이름   | 이름             | 소리 [IPA] | 이름   | 이름               | 소리 [IPA] | 이름   | 이름             | 소리 [IPA] | 이름   | 이름               | 소리 [IPA] | 이름 | 이름           | 소리 [IPA] |
| ------------------------ | ------------------------ | ------ | ---------------- | ---------- | ------ | ------------------ | ---------- | ------ | ---------------- | ---------- | ------ | ------------------ | ---------- | ---- | -------------- | ---------- |
| mātarā vāhakă (모음)     | mūlă vargă (마찰음)      | ੳ      | ūṛā [uːɽaː]      | –          | ਅ      | aiṛā [ɛːɽaː]       | a [ə]      | ੲ      | īṛī [iːɽiː]      | –          | ਸ      | sassā [səsːaː]     | sa [s]     | ਹ    | hāhā [ɦaːɦaː]  | ha [ɦ]     |
| 파열음 →                 | 파열음 →                 | 무성음 | 무성음           | 무성음     | 무성음 | 무성음             | 무성음     | 유성음 | 유성음           | 유성음     | 유성음 | 유성음             | 유성음     | 비음 | 비음           | 비음       |
| kavargă ṭollī (연구개음) | kavargă ṭollī (연구개음) | ਕ      | kakkā [kəkːaː]   | ka [k]     | ਖ      | khakkhā [kəkːaː]   | kha [k]    | ਗ      | gaggā [ɡəɡːaː]   | ga [ɡ]     | ਘ      | ghagghā [ɡəɡːaː]   | gha [ɡ]    | ਙ    | ṅaṅṅā [ŋəŋːaː] | ṅa [ŋ]     |
| cavargă ṭollī (경구개음) | cavargă ṭollī (경구개음) | ਚ      | caccā [t͡ʃət͡ʃːaː] | ca [t͡ʃ]    | ਛ      | chacchā [t͡ʃət͡ʃːaː] | cha [t͡ʃ]   | ਜ      | jajjā [d͡ʒəd͡ʒːaː] | ja [d͡ʒ]    | ਝ      | jhajjhā [d͡ʒəd͡ʒːaː] | jha [d͡ʒ]   | ਞ    | ñaññā [ɲəɲːaː] | ña [ɲ]     |
| ṭavargă ṭollī (권설음)   | ṭavargă ṭollī (권설음)   | ਟ      | ṭaiṅkā [ʈɛŋkaː]  | ṭa [ʈ]     | ਠ      | ṭhaṭṭhā [ʈəʈːaː]   | ṭha [ʈ]    | ਡ      | ḍaiṅgā [ɖɛŋɡaː]  | ḍa [ɖ]     | ਢ      | ḍhaḍḍhā [ɖəɖːaː]   | ḍha [ɖ]    | ਣ    | nāṇā [naːɳaː]  | ṇa [ɳ]     |
| tavargă ṭollī (치음)     | tavargă ṭollī (치음)     | ਤ      | tattā [t̪ət̪ːaː]   | ta [t̪]     | ਥ      | thatthā [t̪ət̪ːaː]   | tha [t̪]    | ਦ      | daddā [d̪əd̪ːaː]   | da [d̪]     | ਧ      | dhaddhā [d̪əd̪ːaː]   | dha [d̪]    | ਨ    | nannā [nənːaː] | na [n]     |
| pavargă ṭollī (순음)     | pavargă ṭollī (순음)     | ਪ      | pappā [pəpːaː]   | pa [p]     | ਫ      | phapphā [pəpːaː]   | pha [p]    | ਬ      | babbā [bəbːaː]   | ba [b]     | ਭ      | bhabbhā [bəbːaː]   | bha [b]    | ਮ    | mammā [məmːaː] | ma [m]     |
| 접근음 그리고 유음       |                          |        |                  |            |        |                    |            |        |                  |            |        |                    |            |      |                |            |
| antimă ṭollī (공명음)    | antimă ṭollī (공명음)    | ਯ      | yayyā [jəjːaː]   | ya [j]     | ਰ      | rārā [ɾaːɾaː]      | ra [ɾ]~[r] | ਲ      | lallā [ləlːaː]   | la [l]     | ਵ      | vāvā [ʋaːʋaː]      | va [ʋ]~[w] | ੜ    | ṛāṛā [ɽaːɽaː]  | ṛa [ɽ]     |

## 구르무키 원고의 디지털화

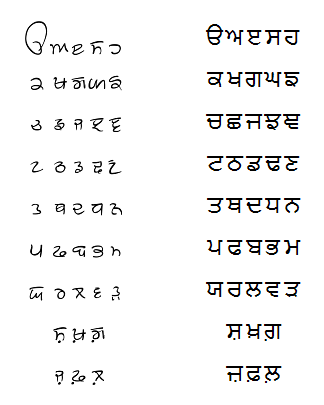
구르무키는 다양한 글꼴로 디지털로 렌더링될 수 있다. 왼쪽의 두칸다르 글꼴은 비공식적인 펀자브 문자를 닮았다.

판자브 디지털 도서관은 구르무키 문자의 모든 사용 가능한 원고를 디지털화했다. 이 대본은 1500년대부터 공식적으로 사용되었고, 이 시기에 쓰여진 많은 문헌들은 여전히 추적이 가능하다. 판자브 디지털 도서관은 500만 페이지 이상의 다양한 원고를 디지털화했으며 대부분은 온라인에서 이용할 수 있다.

## 구르무키의 인터넷 도메인 이름
펀자브 대학교 파티알라는 구르무키에서 인터넷에 대한 국제적인 도메인 이름을 검증하기 위한 레이블 생성 규칙을 개발했다.